# Pradelles, Nord
Pradelles är en kommun i departementet Nord i regionen Hauts-de-France i norra Frankrike. Kommunen ligger i kantonen Hazebrouck-Sud som tillhör arrondissementet Dunkerque. År 2022 hade Pradelles 404 invånare.

## Befolkningsutveckling
Antalet invånare i kommunen Pradelles
| Referens: INSEE |